# Руґ (Вармінсько-Мазурське воєводство)
Руґ (пол. Róg, нім. Roggen) — село в Польщі, у гміні Яново Нідзицького повіту Вармінсько-Мазурського воєводства.
Населення — 189 осіб (2011).
У 1975—1998 роках село належало до Ольштинського воєводства.

## Демографія
Демографічна структура станом на 31 березня 2011 року:
|          | Загалом | Допрацездатний вік | Працездатний вік | Постпрацездатний вік |
| -------- | ------- | ------------------ | ---------------- | -------------------- |
| Чоловіки | 96      | 27                 | 57               | 12                   |
| Жінки    | 93      | 19                 | 52               | 22                   |
| Разом    | 189     | 46                 | 109              | 34                   |